# إيندوليزيدين
إيندوليزيدين (بالإنجليزية: Indolizidine)‏ هو مركب كيميائي حلقي غير متجانس يُشكل النواة المَركزية لأشباه القلويات مِثل كاستنوسبيرمين وَسوينسونين.